# Sarah Webb
Sarah Kathleen Webb –también conocida por su nombre de casada, Sarah Gosling– (Ashford, 13 de enero de 1977) es una deportista británica que compitió en vela en la clase Yngling. 
Participó en dos Juegos Olímpicos de Verano, obteniendo dos medallas de oro en la clase Yngling, en Atenas 2004 (junto con Shirley Robertson y Sarah Ayton) y en Pekín 2008 (con Sarah Ayton y Pippa Wilson).
Ganó dos medallas de oro en el Campeonato Mundial de Yngling, en los años 2007 y 2008, y una medalla de oro en el Campeonato Europeo de Yngling de 2008.

## Palmarés internacional
| \| Juegos Olímpicos \| Juegos Olímpicos \| Juegos Olímpicos \| Juegos Olímpicos \| \| Año \| Lugar \| Medalla \| Clase \| \| ------------------ \| ---------------------- \| ---------------- \| ---------------- \| \| 2004 \| Atenas (Grecia) \| Medalla de oro \| Yngling \| \| 2008 \| Pekín (China) \| Medalla de oro \| Yngling \| \| Campeonato Mundial \| \| \| \| \| Año \| Lugar \| Medalla \| Clase \| \| 2007 \| Cascaes (Portugal) \| Medalla de oro \| Yngling \| \| 2008 \| Miami (Estados Unidos) \| Medalla de oro \| Yngling \| \| Campeonato Europeo \| \| \| \| \| Año \| Lugar \| Medalla \| Clase \| \| 2008 \| Blanes (España) \| Medalla de oro \| Yngling \| |                        |                |         |
| Juegos Olímpicos |                        |                |         |
| Año | Lugar                  | Medalla        | Clase   |
| 2004 | Atenas (Grecia)        | Medalla de oro | Yngling |
| 2008 | Pekín (China)          | Medalla de oro | Yngling |
| Campeonato Mundial |                        |                |         |
| Año | Lugar                  | Medalla        | Clase   |
| 2007 | Cascaes (Portugal)     | Medalla de oro | Yngling |
| 2008 | Miami (Estados Unidos) | Medalla de oro | Yngling |
| Campeonato Europeo |                        |                |         |
| Año | Lugar                  | Medalla        | Clase   |
| 2008 | Blanes (España)        | Medalla de oro | Yngling |